# Даніло дос Сантос де Олівейра
Даніло дос Сантос де Олівейра (порт. Danilo dos Santos de Oliveira, нар. 19 квітня 2001, Салвадор, штат Баїя) — бразильський футболіст, півзахисник клубу «Ноттінгем Форест».

## Біографія
Данило — уродженець міста Салвадор, столиці штату Баїя. Футболом починав займатися в місцевій команді «Баїя», однак згодом був відрахований. Тренувався в командах «Жакуїпенсе» та «Кажазейрас», а у складі останньої навіть провів один матч за дорослу команду у другому дивізіоні Ліги Баїя 2018 року.
У 2018 році перейшов в академію «Палмейраса». З сезону 2020 року — гравець основної команди. 6 вересня 2020 дебютував в бразильській Серії А в поєдинку проти «Брагантіно», вийшовши на заміну на 80-й хвилині замість Патріка. 10 вересня підписав п'ятирічний контракт з клубом .
17 вересня 2020 дебютував в Кубку Лібертадорес в поєдинку проти болівійського «Болівара». Всього в розіграші Даніло провів 11 матчів і забив один гол в ворота «Дельфіна» в матчі-відповіді 1/8 фіналу (5:0) і допоміг своїй команді виграти трофей.

## Титули та досягнення
- Володар Кубка Лібертадорес (2): 2020, 2021
- Чемпіон штату Сан-Паулу (2): 2020, 2022
- Володар Кубка Бразилії (1): 2020
- Володар Рекопи Південної Америки (1): 2022